# Traste Lindéns Kvintett
Traste Lindéns Kvintett var ett svenskt musikband som existerade 1986–1995.
Bandet beskrivs ha byggt sin identitet på lantisskapet, där de som utflyttade från södra Norrland till Stockholm skildrade landsorten med kärleksfull ironi.

## Diskografi

### Album
- 1987 – Sportfiskarn
- 1989 – Bybor
- 1991 – Jolly Bob går i land
- 1991 – Komsi Komsi
- 1992 – Gud hjälpe...
- 1993 – Utsålt (Live)
- 1994 – Som på film

### Singlar
- 1991 – Vi går till sängs
- 1991 – Svenska flaggans dag
- 1992 – Tåget går
- 1992 – Välkommen
- 1993 – När solen har gått ner
- 1995 – Dansa på din grav
- 1995 – Cecilia

## Medlemmar
- Håkan Ahlström - gitarr, mandolin, banjo, klaviaturer, xylofon, blockflöjt, sång
- Magnus Fagernäs - trummor
- Mikloz Fläckman - gitarr, dragspel, munspel, mandolin, banjo, klaviaturer
- Mats "Traste" Lindén - sång (före detta i Traste och Superstararna)
- Per Persson - bas (1987–1989)
- Ulf Stureson - bas, munspel, sång (före detta i Traste och Superstararna) (1989–1995)
- Geir Sundstøl - diverse stränginstrument
- Ebba Forsberg - dragspel, bakgrundssång (1994–1995)
- Lotta Johansson - violin (1994–1995)
- Niclas Frisk - gitarr, durspel